# هوندا تي إن 360
هوندا تي إن 360 (بالإنجليزية: Honda TN360)‏ هي سيارة من طراز شاحنة صغيرة [الإنجليزية] من تصنيع شركة هوندا موتورز اليابانية. بدأ تصنيعها لأول مرة سنة 1967. سبقتها سيارة هوندا تي 360 ولحقتها سيارة Honda Acty ‏.